# Pseudochaeta mirabilis
Pseudochaeta mirabilis là một loài ruồi trong họ Tachinidae.